# Rasánt járás (Bulgan)
Rasánt járás (mongol nyelven: Рашаант сум) Mongólia Bulgan tartományának egyik járása. Területe 1000 km². Népessége kb. 2900 fő.
Székhelye Ulánsivét (Улааншивээт), mely 190 km-re délre fekszik Bulgan tartományi székhelytől.